# SV Kaiserwald
El SV Kaiserwald fue un equipo de fútbol de Letonia que alguna vez jugó en la Liga Soviética de Letonia, la desaparecida  primera división de fútbol en el país.

## Historia
Fue fundado en el año 1909 en la capital Riga por la comunidad alemana radicada en la capital y fue uno de los equipos fundadores de la Liga de Riga en 1910.
Posteriormente fue uno de los equipos fundadores de la primera liga de fútbol a nivel nacional que se jugó en Letonia en 1922, la Liga Soviética de Letonia, donde se convirtió en el primer campeón de liga en Letonia en ese año, revalidado el título en la temporada siguiente.
El club se mantuvo activo hasta el año 1934, cuando desaparece.

## Palmarés
- Liga Soviética de Letonia: 2

1922, 1923
- Liga de Riga: 1

1913
- Copa de Letonia: 2

1912, 1913